# 140 км (зупинний пункт, Придніпровська залізниця)
140 кіломе́тр — пасажирський залізничний зупинний пункт Дніпровської дирекції Придніпровської залізниці на неелектрифікованій лінії Самар-Дніпровський — Леб'яже між станціями Кільчень (5 км) та Перещепине (14 км). Розташований на півдні селища Миролюбівка Самарівського району Дніпропетровської області.

## Пасажирське сполучення
На платформі 140 км щоденно зупиняються дві пари приміських поїздів сполученням Дніпро — Берестин.